# 张汉 (知县)
张汉（？—？），浙江山阴（浙江绍兴）人，清朝政治人物。
张汉曾于1697年接替陈善任上海县知县一职，1698年由陈善接任。